# Asplenium fragrans
Asplenium fragrans är en svartbräkenväxtart som beskrevs av Olof Peter Swartz. Asplenium fragrans ingår i släktet Asplenium och familjen Aspleniaceae. Inga underarter finns listade.